# 塞哥維亞 (安蒂奧基亞省)
塞哥維亞是哥倫比亞的城鎮，位於該國北部，由安蒂奧基亞省負責管轄，距離首府麥德林200公里，始建於1869年，面積1,231平方公里，海拔高度650米，2005年人口34,324。
7°15′N 74°45′W / 7.250°N 74.750°W